# Spécialité médico-technique
Les spécialités médico-techniques regroupent, dans le domaine médical, toutes les disciplines faisant appel à un plateau technologique visant au diagnostic et/ou au traitement des maladies.
Ces spécialités sont sous la responsabilité d'un docteur en médecine ou parfois d'un docteur en pharmacie pour la pharmacie et la biologie médicale en France.
En France, ils sont assistés de manipulateurs en électroradiologie médicale, de techniciens de laboratoire ou de préparateurs en pharmacie.
Au Canada, ceux-ci sont appelés technologues en milieu de santé.
- Anatomie-pathologique
- Biologie médicale
- Radiologie et radiodiagnostic
- Médecine nucléaire et Radiothérapie
- Pharmacie